# Димачево-Старе
Димачево-Старе (пол. Dymaczewo Stare, нім. Altsee) — село в Польщі, у гміні Мосіна Познанського повіту Великопольського воєводства.
Населення — 356 осіб (2011).
У 1975-1998 роках село належало до Познанського воєводства.

## Демографія
Демографічна структура станом на 31 березня 2011 року:
|          | Загалом | Допрацездатний вік | Працездатний вік | Постпрацездатний вік |
| -------- | ------- | ------------------ | ---------------- | -------------------- |
| Чоловіки | 172     | 27                 | 134              | 11                   |
| Жінки    | 184     | 49                 | 103              | 32                   |
| Разом    | 356     | 76                 | 237              | 43                   |